# Fernand Le Rachinel
Fernand Le Rachinel, né le 4 juin 1942 à Gourfaleur (Manche), est un industriel et homme politique français.
Longtemps membre du Front national, il est conseiller général de la Manche, conseiller régional de Basse-Normandie et membre du Parlement européen à deux reprises. Il quitte ensuite le FN pour rejoindre le Parti de la France.

## Biographie

### Carrière professionnelle
Fils d'agriculteur, Fernand Le Rachinel est typographe de profession. Désigné meilleur ouvrier de France, il a été à la tête de nombreuses entreprises d'impression (Off'7 et la Société d'impression d'art Le Rachinel -SIAL- à Saint-Lô, Le Cornec à Vire, Saint Barth Offset à Saint-Barthélemy, Lutèce Impressions à Paris, Schaeffer à Lille) et plusieurs SCI à Torigni-sur-Vire et Saint-Barthélemy. Il est un temps président du conseil d'administration de l'hôtel Ibis de Saint-Lô.
Il cède Cotentin étiquettes en 2007, puis sa principale entreprise, la SIAL, en juillet 2008. Il s'investit ensuite dans l’hôtellerie (des hôtels de luxe en Suisse, en Italie…).
Il est aussi collectionneur. Il possède environ 300 presses d’imprimerie du XIXe ou début XXe, « une collection unique en France » . 

### Parcours politique au Front national
Il s'engage d'abord à l'UDF.
Par la suite, il adhère au Front national, dont il devient responsable dans la Manche et en Basse-Normandie, puis membre du bureau politique, où il est responsable de la collecte des parrainages pour la candidature de Jean-Marie Le Pen à l’élection présidentielle de 2007. Il est également délégué du FN à la propagande et administrateur du Mouvement normand.
Il siège au conseil général de la Manche entre 1979 et 2001 (élu dans le canton de Canisy), et au conseil régional de Basse-Normandie entre 1986 et 2006.
Il entre une première fois au Parlement européen lors de la 4e législature (1994-1999), après avoir été élu sur la liste FN ; il siège en tant que non inscrit. Il exerce un second mandat de député européen à partir de 2004, en remplacement de Chantal Simonot, démissionnaire. Il s’inscrit au groupe Identité, tradition, souveraineté (ITS) en 2007.
Lors des élections législatives de 2002, il se présente dans la 1re circonscription de la Manche. Il obtient 12,1 % des suffrages au premier tour. Pour celles de 2007, il recueille dans la même circonscription 6,8 % des voix exprimées.
À l'échelle nationale, Fernand Le Rachinel est un important bailleur de fonds du Front national. Lors des élections législatives, présidentielle, et municipales de 2007-2008, il apporte au parti quelque huit millions d'euros, somme qu'il a lui-même refinancée par de l'emprunt bancaire. Face au refus de rembourser de la direction du parti, il entame une procédure de saisie conservatoire sur le montant de la vente du Paquebot, le siège historique du FN à Saint-Cloud. La cour d'appel de Versailles condamne le FN à lui rembourser 6,3 millions d'euros et à lui verser 600 000 euros d'intérêts,.

### Ralliement au Parti de la France
Dans ce contexte d’affrontement judiciaire, il quitte le FN en octobre 2008, estimant qu'il n'était « plus possible de supporter davantage les accusations graves et infamantes portées contre lui par le Front national » et que par ailleurs « la confiance personnelle et politique qu'il avait placée en Jean-Marie Le Pen (avait) été trahie ». Selon Mediapart, sa mise à l'écart du parti est impulsée par Philippe Péninque. Le mois suivant, le député européen Carl Lang annonce que Fernand Le Rachinel figurera sur la liste qu'il a décidé de conduire dans la région Nord-Ouest face à Marine Le Pen, investie par le FN[réf. nécessaire]. Il est numéro trois sur la liste du Parti de la France (PDF), qui obtient 1,5 % des suffrages exprimés, contre 10,2 % pour celle de Marine Le Pen.
À la tête d'une liste du PDF aux régionales de 2010 en Basse-Normandie, Fernand Le Rachinel obtient 3,7 % des voix au niveau régional et 4,8 % dans la Manche,.

## Affaire judiciaire
Entendu en 2024 par le tribunal correctionnel de Paris dans le cadre de l'affaire des assistants parlementaires du Front national au Parlement européen, il reconnait que ses assistants parlementaires, Micheline Bruna et Thierry Légier, occupaient un emploi fictif et travaillaient en réalité pour Jean-Marie Le Pen, en qualité de secrétaire et de chauffeur.  Selon lui, ces pratiques étaient courantes au Parlement européen et l'institution en avait connaissance.
Le 13 novembre 2024, le parquet requiert contre Fernand Le Rachinel deux ans de prison dont un an avec sursis, 100 000 euros d’amende et cinq ans d’inéligibilité avec exécution provisoire. Il est condamné le 31 mars 2025 à deux ans de prison avec sursis, 15 000 euros d’amende et trois ans d'inéligibilité.

## Détail des mandats et fonctions
- Conseiller général de la Manche, élu dans le canton de Canisy (1979-2001)
- Conseiller régional de Basse-Normandie (1986-2006)
- Député européen (1994-1999 ; 2004-2009)

## Ouvrage
- Mes vies comme un roman, Nonant, OREP, 2019, 560 p.  (ISBN 978-2-8151-0445-6).

## Distinctions
- Meilleur ouvrier de France
- Chevalier de l'ordre national du Mérite